# James Eckhouse
James Eckhouse, född 14 februari 1955 i Chicago, Illinois, är en amerikansk skådespelare. Eckhouse är känd för rollen som Jim Walsh i tv-serien Beverly Hills.

## Filmografi i urval
- 1983 – Ombytta roller
- 1987 – Farlig förbindelse
- 1988 – Big
- 1988 – Cocktail
- 1989 – Matlock (TV-serie)
- 1990–1998 – Beverly Hills (TV-serie)
- 1994 – Mord, mina herrar (TV-serie)
- 1996–1998 – Chicago Hope (TV-serie)
- 1997 – Dharma & Greg (TV-serie)
- 1999–2000 – Once and Again (TV-serie)
- 2001 – Ally McBeal (TV-serie)
- 2001–2009 – CSI: Crime Scene Investigation (TV-serie)
- 2003 – Vem dömer Amy? (TV-serie)
- 2004 – Advokaterna (TV-serie)
- 2005 – Boston Legal (TV-serie)
- 2006 – Medium (TV-serie)
- 2006 – Jordan, rättsläkare (TV-serie)
- 2006 – Nip/Tuck (TV-serie)
- 2008 – Criminal Minds (TV-serie)
- 2011 – The Good Wife (TV-serie)
- 2012 – CSI: Miami (TV-serie)
- 2013 – Våra bästa år (TV-serie)